# Al Berto (film)
Al Berto è un film del 2017 diretto da Vicente Alves do Ó e prodotto da Pandora da Cunha Telles e Pablo Iraola. È stato presentato in anteprima in Portogallo il 5 ottobre 2017.

## Trama
Estate del 1975. Il giovane poeta Al Berto, dopo aver vissuto molti anni a Bruxelles, fa ritorno nella sua città, Sines, in Portogallo, per studiare da pittore. Il giovane inizia a frequentare i giovani artisti del luogo ed inizia una relazione sentimentale con uno di essi, João Maria. Nel vecchio palazzo di famiglia di Al Berto, i due organizzeranno numerose feste che faranno storcere il naso ai benpensanti del luogo.

## Riconoscimenti
- 2018 - CinEuphoria Award
  - Top Ten of the Year - National Competition a Vicente Alves do Ó
  - Best Supporting Actress - National Competition a Rute Miranda
  - Best Supporting Actor - National Competition a José Pimentão
- 2018 - FilmOut San Diego
  - Audience Awards for Best International Feature a Vicente Alves do Ó
  - Festival Award per la miglior fotografia a Rui Poças
- 2018 - Guadalajara International Film Festival
  - Nomination Premio Maguey per il miglior film a Vicente Alves do Ó
- 2018 - Portuguese Film Academy Sophia Awards
  - Miglior suono a Pedro Melo, Elsa Ferreira e Branko Neskov
  - Nomination Miglior film a Pandora da Cunha Telles e Pablo Iraola
  - Nomination Miglior fotografia a Rui Poças
  - Nomination Miglior attore a José Pimentão
  - Nomination Miglior sceneggiatura originale a Vicente Alves do Ó
  - Nomination Miglior direzione artistica a Joana Cardoso
  - Nomination Miglior attore non protagonista a João Villas-Boas
  - Nomination Miglior attore non protagonista a Duarte Grilo
  - Nomination Miglior attrice non protagonista a Raquel Rocha Vieira
  - Nomination Miglior trucco a Abigail Machado e Mário Leal
  - Nomination Miglior costumi a Joana Cardoso
- 2018 - Premios Aquila
  - Miglior film a Vicente Alves do Ó
  - Miglior attore a Ricardo Teixeira
  - Miglior attore non protagonista a João Villas-Boas
  - Miglior attrice non protagonista a Rita Loureiro
  - Nomination Miglior attore non protagonista a Carlos Oliveira
  - Nomination Miglior attore non protagonista a José Pimentão
  - Nomination Miglior Script a Vicente Alves do Ó